# Acontia biskrensis
Acontia biskrensis is een vlinder van de familie van de uilen (Noctuidae). De wetenschappelijke naam van deze soort is voor het eerst voorgesteld door Charles Oberthür in een publicatie uit 1887.
De soort komt voor in:
- het Palearctisch gebied waaronder de Canarische Eilanden, Marokko, Algerije, Tunesië, Libië, Egypte, Israël, Jordanië, Irak en Iran,
- het Afrotropisch gebied waaronder de Westelijke Sahara, Mauritanië, Koeweit, Saudi-Arabië, de Verenigde Arabische Emiraten en Oman.